# اوکنا سیبیولویی
اوکنا سیبیولویی (به رومانیایی: Ocna Sibiului) (به مجاری: Vízakna) (به آلمانی: Salzburg) در شهرستان سیبیو در کشور رومانی واقع شده‌است. جمعیت این شهر ۴٬۱۸۴ نفر است.

## نگارخانه

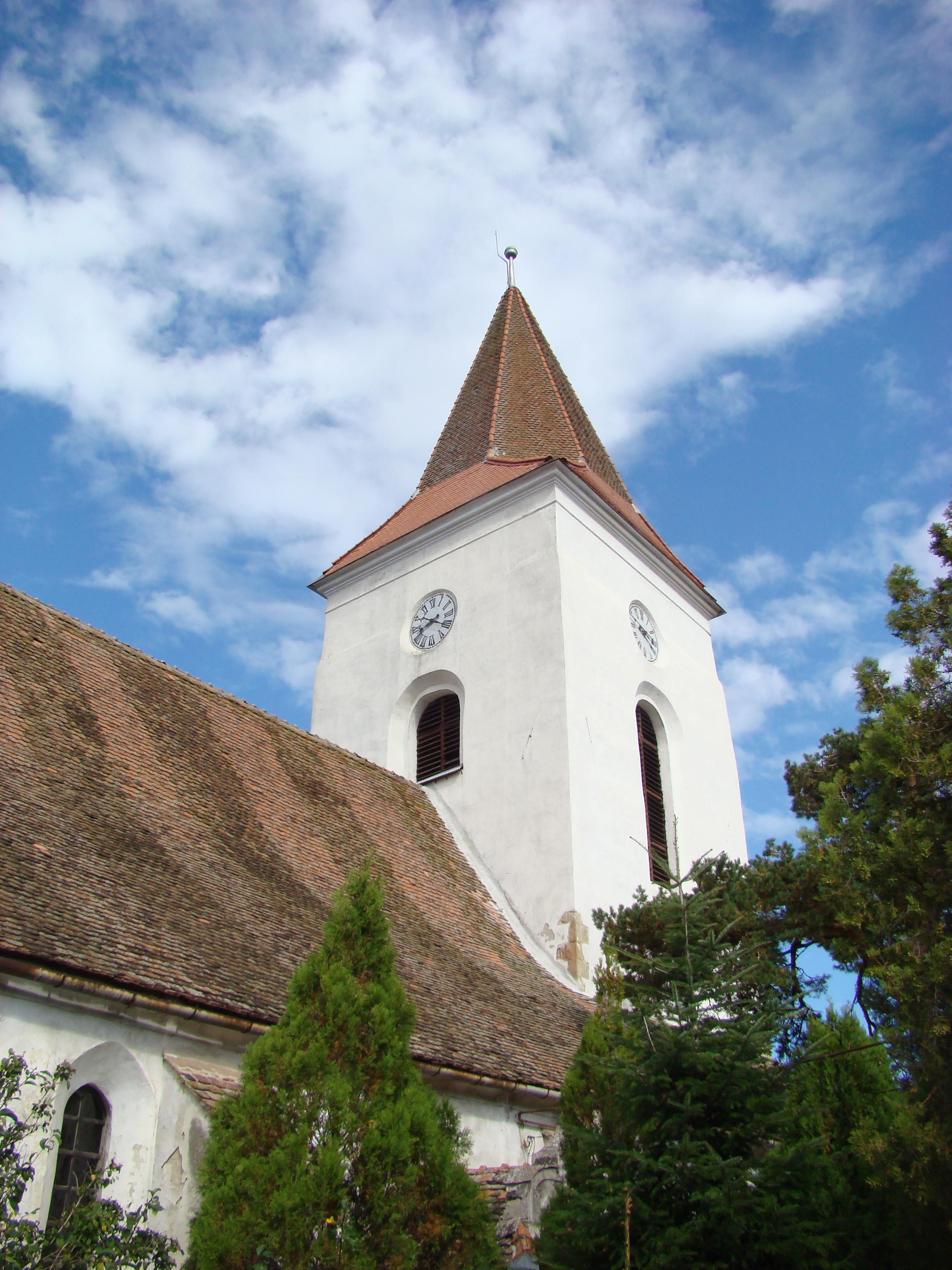
کلیسای پروتستان
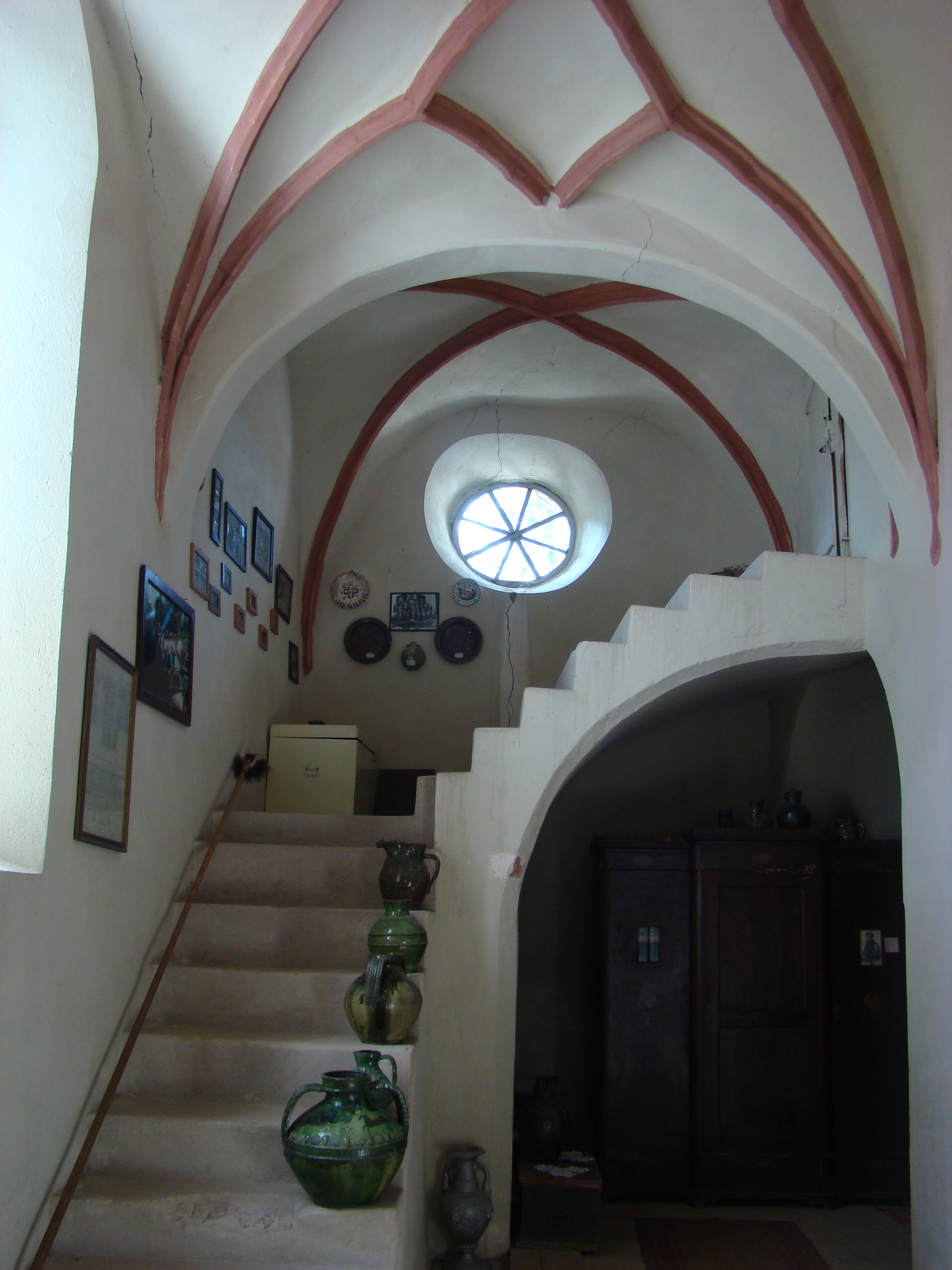
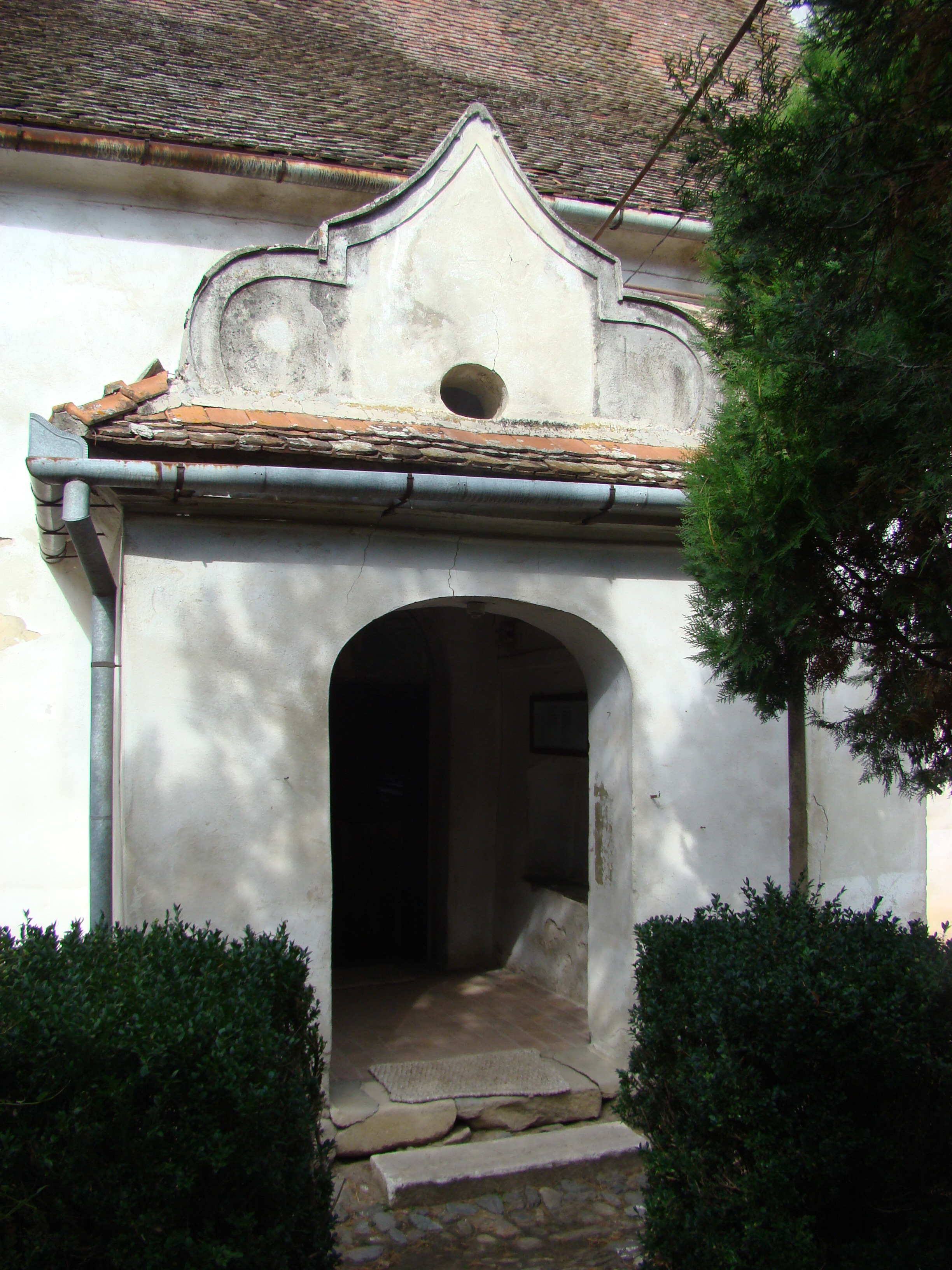
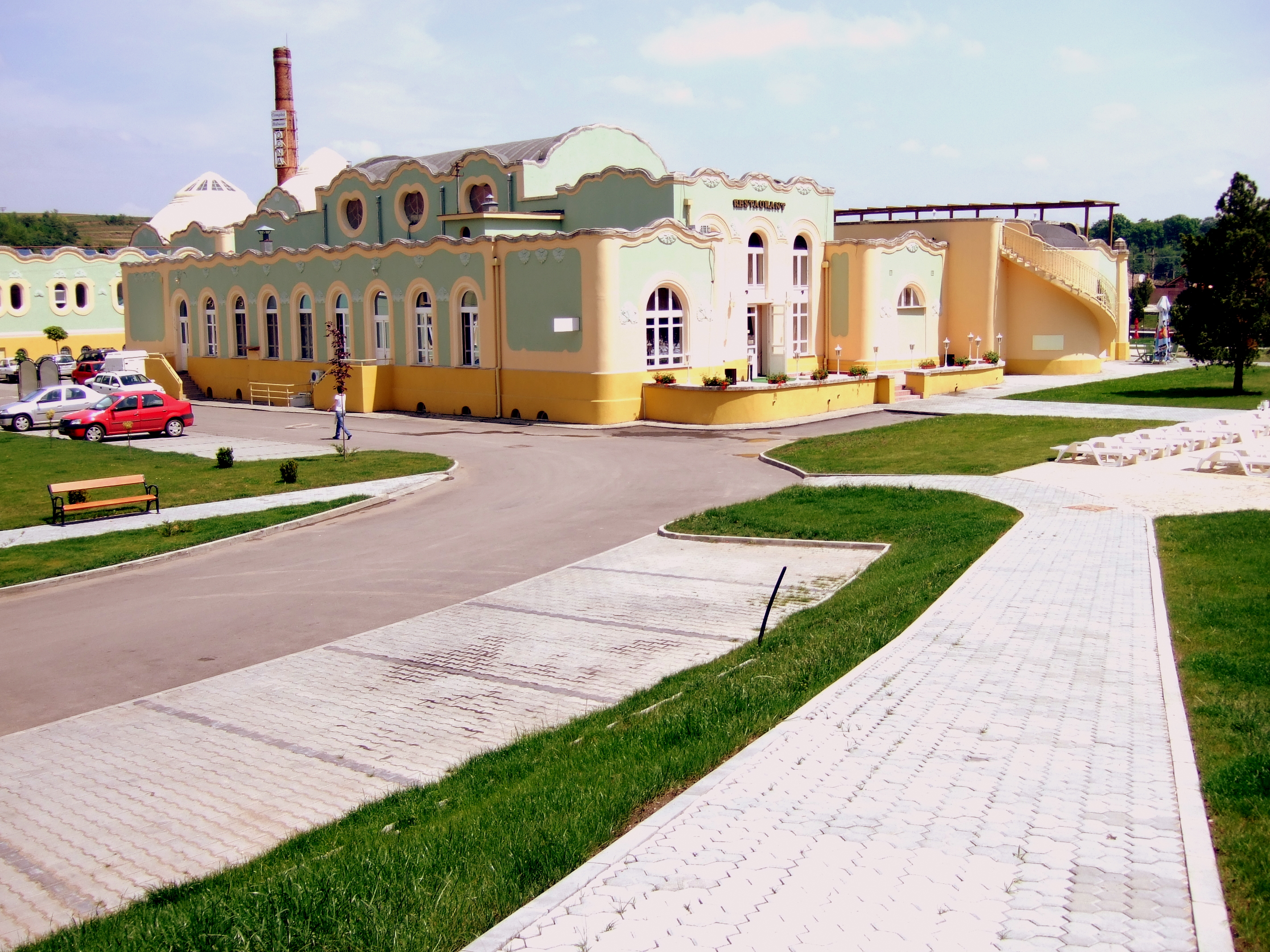
حمام
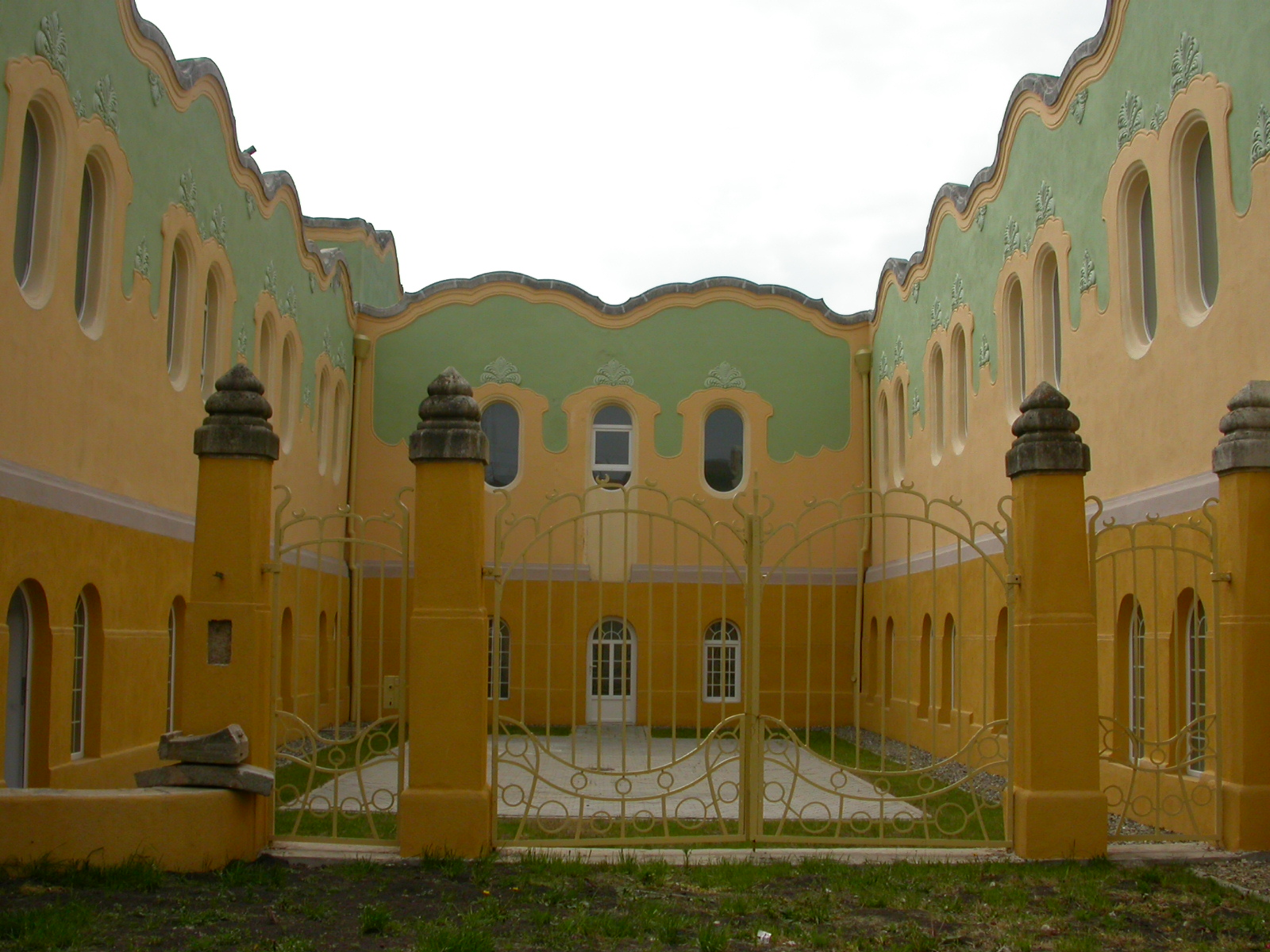
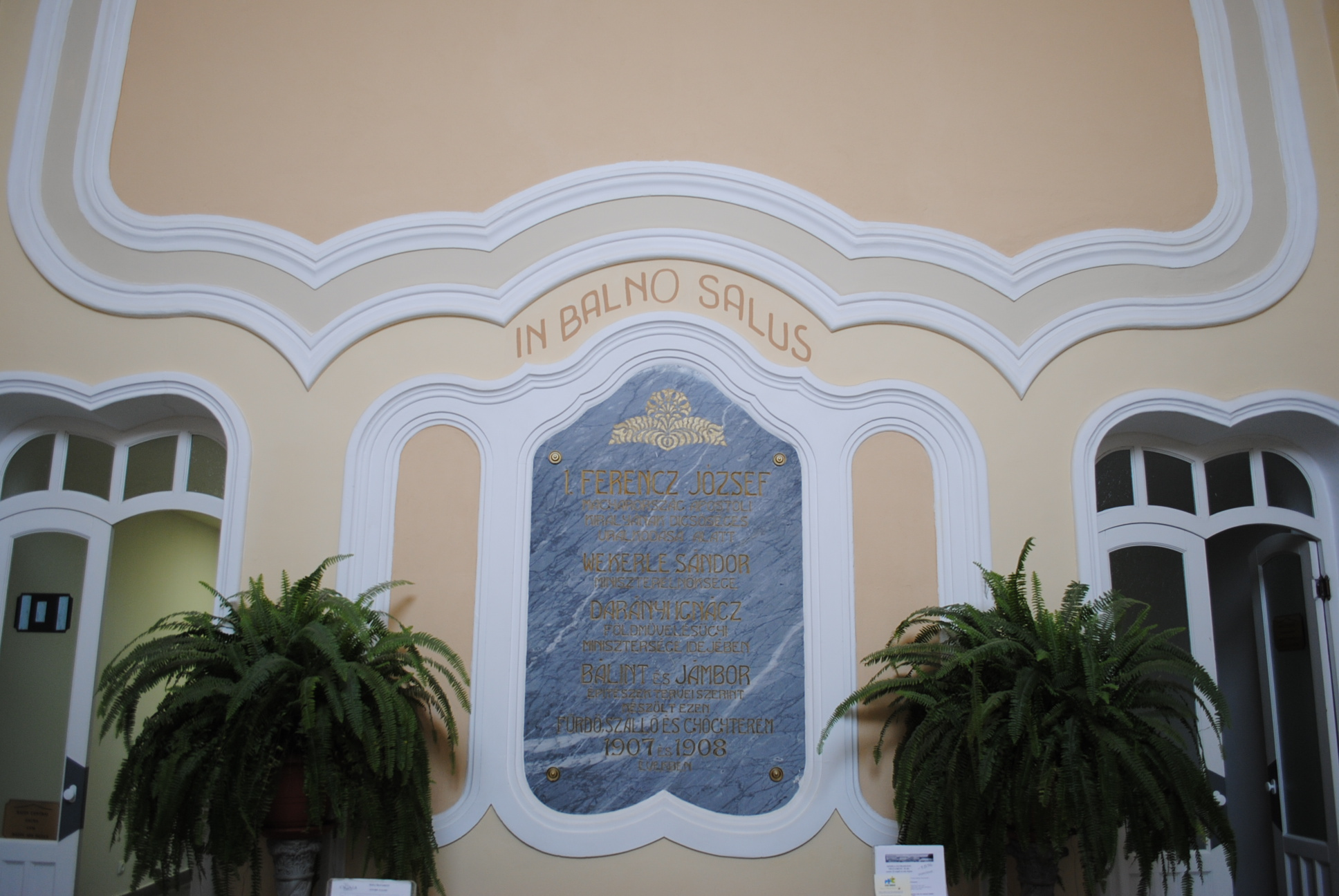
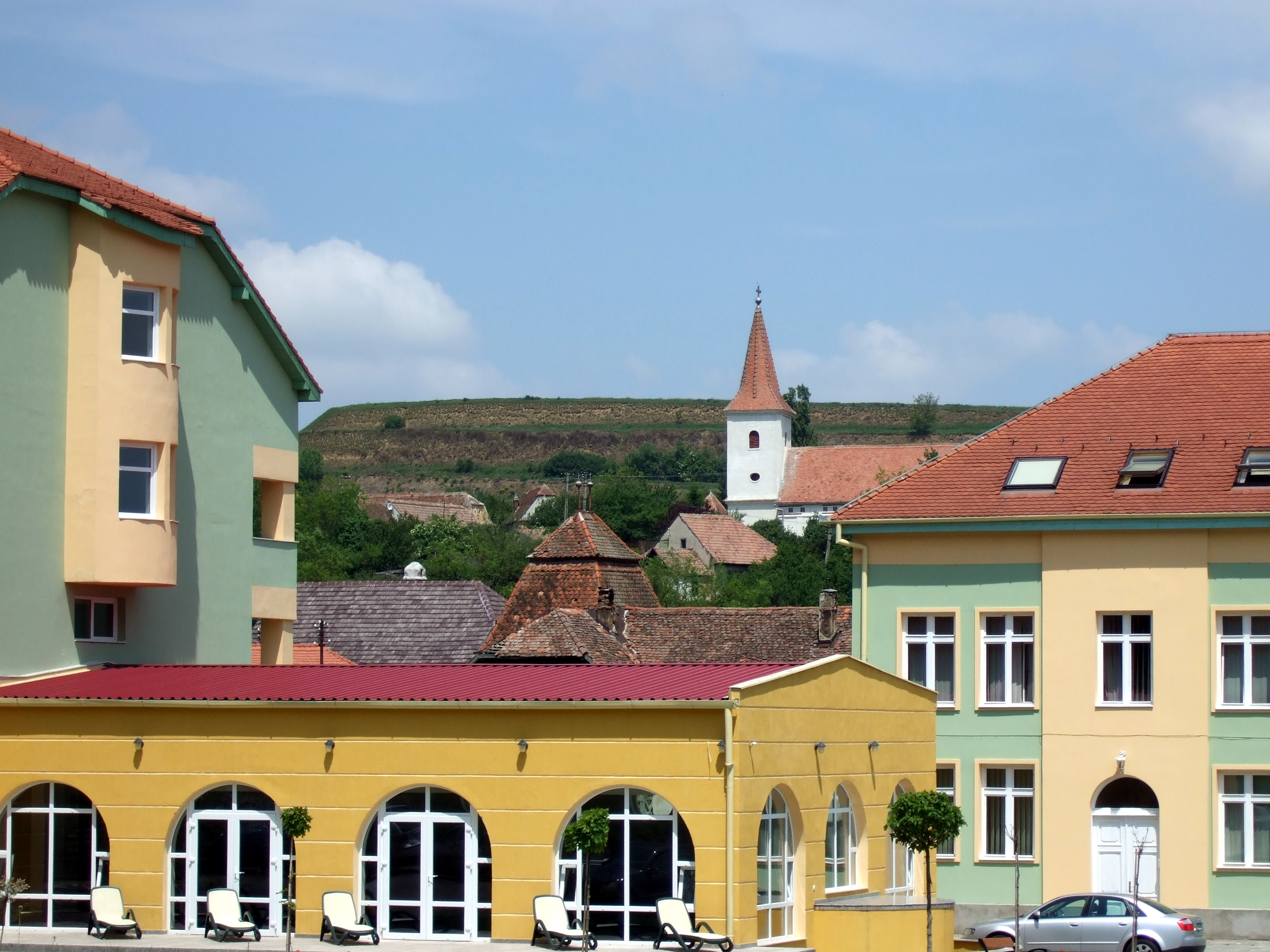
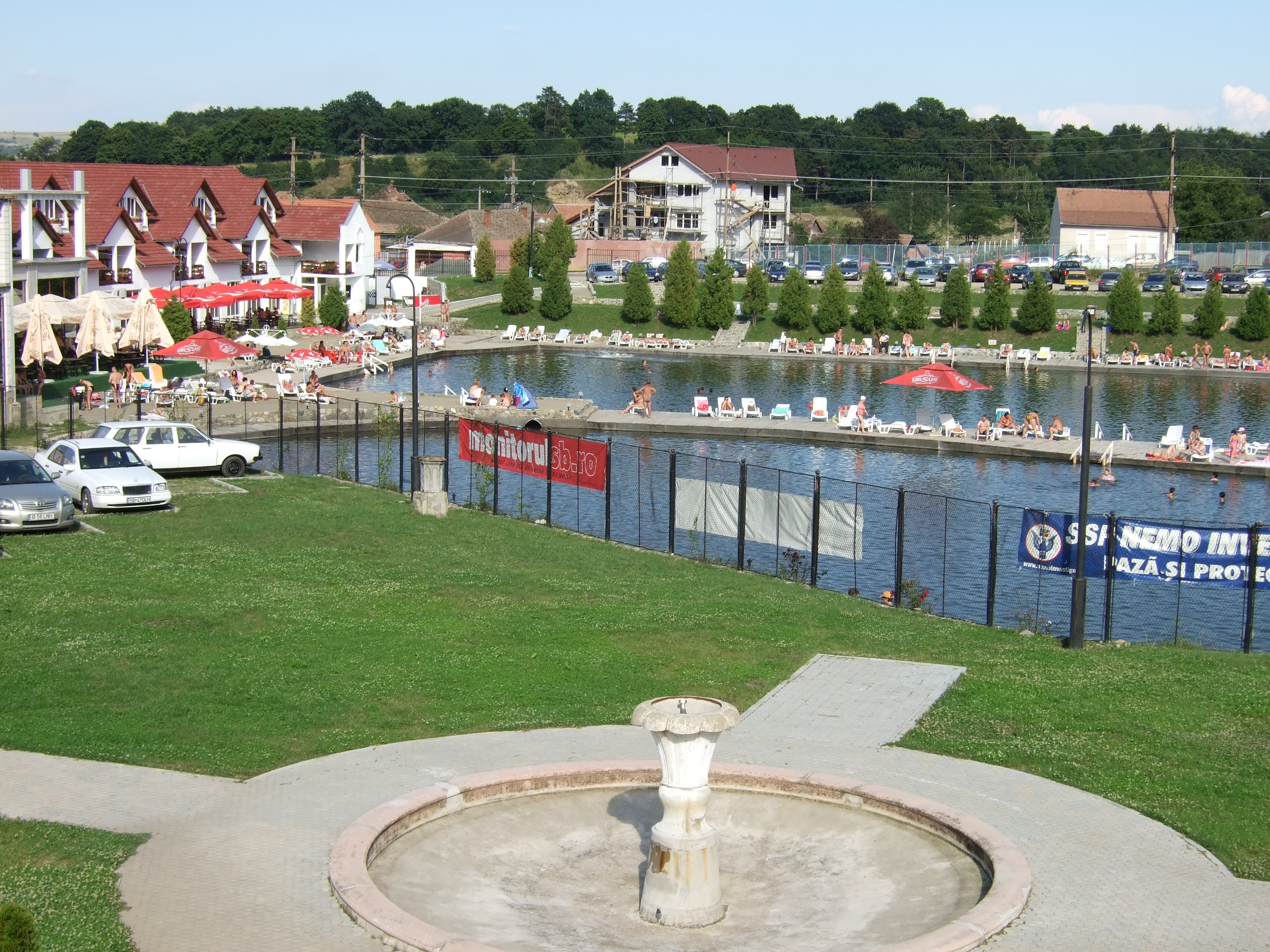
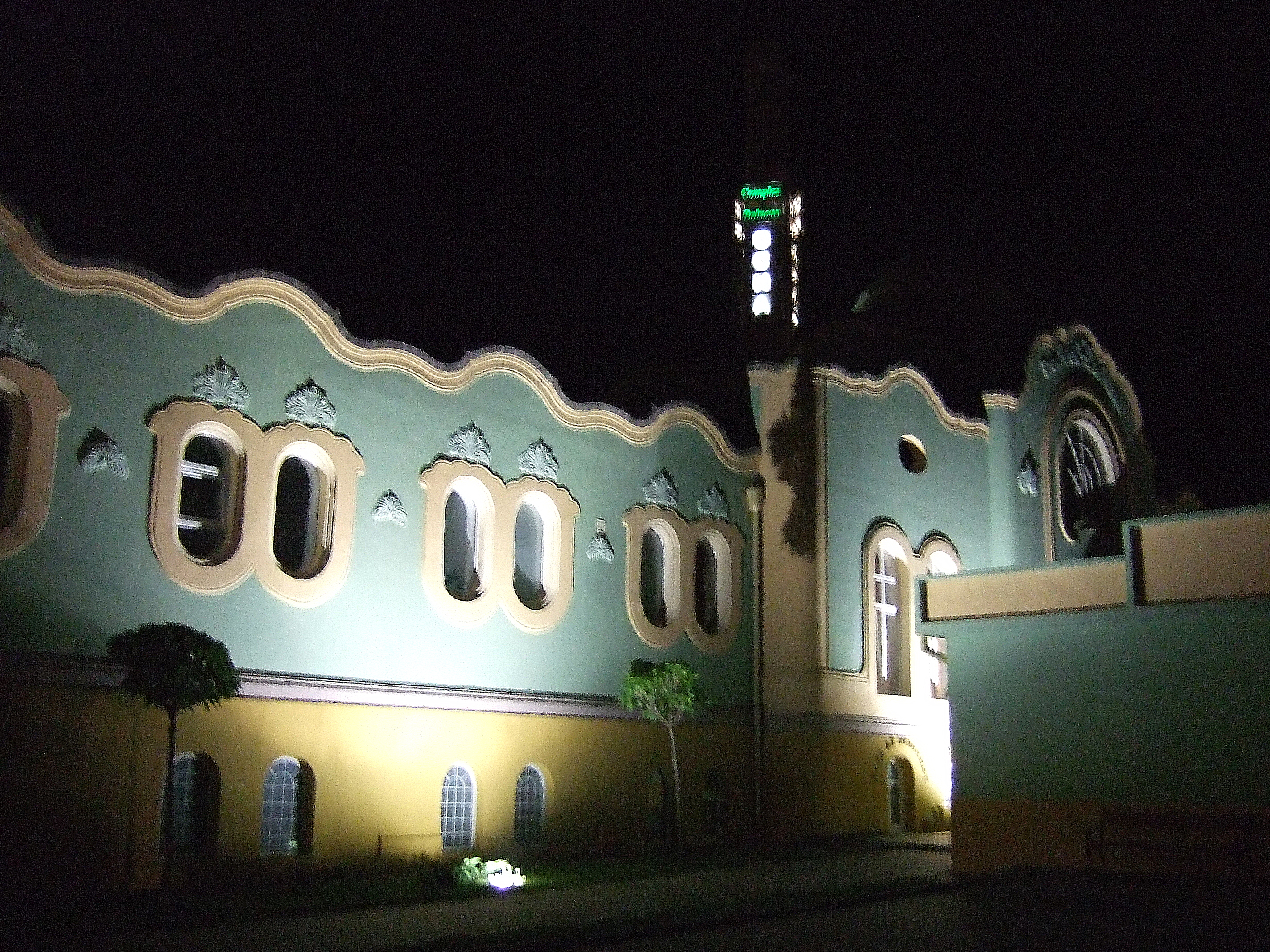
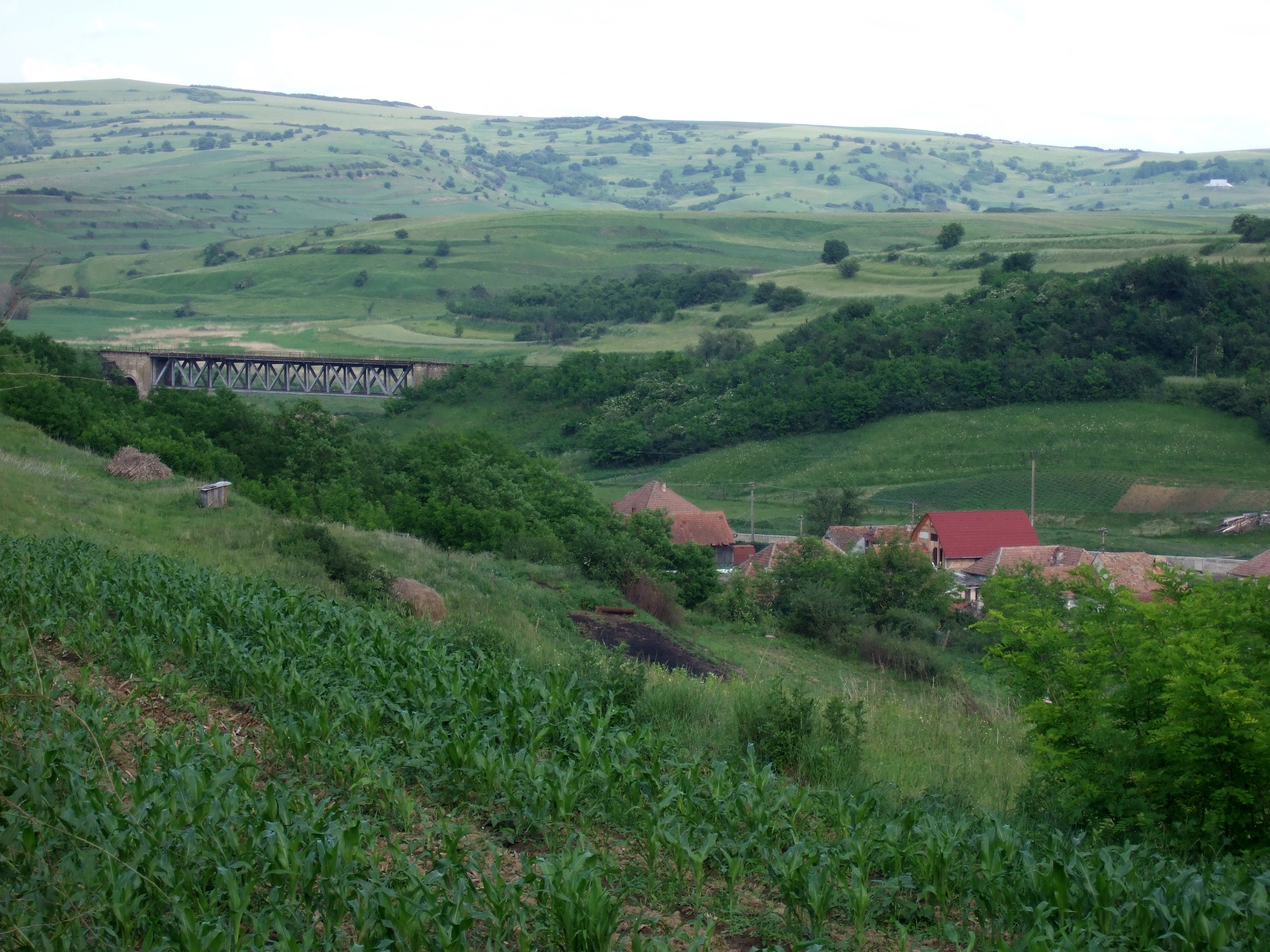